# マリア・スピリドーノワ
マリア・アレクサンドロヴナ・スピリドーノヴァ（スピリドノワとも、Мария Александровна Спиридонова, 1884年10月16日 – 1941年9月11日）は、ロシアの革命家。社会革命党左派を率いた壮絶な女性闘士として知られる。

## 生涯
1884年10月16日、ロシア帝国タンボフ県に貴族で官吏（六等官）であったアレクサンドル・スピリドーノフを父に生まれる。タンボフの女子中学校で学ぶが、15歳のときに小学校児童保護教会の会合に出席したため当局によって逮捕され、以後、社会革命党（エスエル）のタンボフにおける組織と繋がりを持つようになる。タンボフ県の貴族会で事務職員として勤務するが、1905年学生デモに参加し、逮捕され一月ほど拘留された。釈放後に正式に社会革命党に入党する。同時に同党戦闘団にも入団する。この年にタンボフ県では農民一揆が発生していたが、翌年1月16日タンボフ県のボリソグレフスク駅で農民一揆の鎮圧に当たっていたガブリエル・ニコラエヴィチ・ルジェノフスキー将軍を銃撃する。ルジェノフスキーの顔面にリボルバーを打ち込み、暗殺に成功したスピリドーノワは、その場で自殺を図ったが憲兵隊によって阻止され逮捕された。当局によって逮捕されたスピリドーノワは、顔面の殴打や乳房を焼かれるなどの拷問に加え、酷い陵辱を受けた。しかしスピリドーノワは決して屈せずモスクワ軍管区裁判所（軍法会議）においても堂々と主張を開陳。また、「ルーシ」紙に掲載された彼女の公開状は、ロシア国内外で大きな反響を巻き起こした。他の革命家、テロリスト同様、スピリドーノワに対しても絞首刑の判決がモスクワ軍管区裁判所によって下りていたが、世論の圧力によって死刑を免れた。結局、無期懲役に減刑されたスピリドーノワは、シベリアのネルチンスクに流刑とされた。
1917年にロシア革命（二月革命）が勃発すると、臨時政府の司法大臣（後、首相）となったアレクサンドル・ケレンスキーによって釈放される。刑務所爆破の容疑でペトログラードのペトロパヴロフスク要塞に収監されるが、短期間で釈放された。シベリアのチタでソビエトの活動に参加し、停戦やブルジョワ諸政党との連立拒否などを主張している。その後、ザバイカル州を経てペトログラードで活動し、第1回全露農民ソビエト大会執行委員に選出された。同年7月に起きた臨時政府に反対する兵士の武装デモに対しては、これを支持した。9月ペトログラード市議会議員に選出された。
スピリドーノワは、社会革命党中央委員会が臨時政府との連立、戦争継続を支持したことに反対した。また、1917年10月、レーニンの率いるボリシェヴィキの十月武装蜂起による政権奪取を支持して、第2回ソビエト大会でソビエト政権が提出した「平和に関する布告」「土地に関する布告」に賛成した。
同年11月、左翼社会革命党の第1回党大会が開かれると、事実上の指導者となる。左翼社会革命党はボリシェヴィキとプロレタリア独裁の点で認識を共有していたが、ボリシェヴィキの暴力的、急進的政治戦術には反対した。左翼社会労働党は自らを旧農奴層を代表する政党であると規定し、党の綱領で農民に対して地主から没収した土地の分配を要求していた。あくまでマルクス主義の原理原則から都市の勤労者を基礎とみなしていたボリシェヴィキとは見解を異にしていた。1917年12月にボリシェヴィキとエスエル左派の連立政権が成立し、スピリドーノワも入閣候補となるが、全露農民ソビエト大会の議長であったこととボリシェヴィキに対する懐疑から入閣を固辞している。結局、左翼社会革命党は、ブレスト＝リトフスク条約の締結とボリシェヴィキの農業政策に反対して、1918年3月ソビエト政府から離脱した。同年7月スピリドーノワは、第5回ソビエト大会でボリシェヴィキに対する弾劾演説を行い、左翼社会革命党はモスクワ中心部で反乱を起こすが、鎮圧されスピリドーノワをはじめとする左派エスエルは逮捕、拘束された。以後、逮捕や脱走、軟禁などを繰り返すこととなる。アナーキストのエマ・ゴールドマンは1920年7月にスピリドーノワと秘密裏に会った。ルイーズ・ブライアントも同様に会見している。
スターリンによる大粛清期には、他の左翼社会革命党員らとともに逮捕され、ウファに追放された。1937年3月8日、左翼社会革命党の地下活動でヴォロシーロフの暗殺を準備したとして懲役25年の判決を受け、ナチスドイツがソ連に侵攻した直後の1941年9月11日、オリョール近郊で、NKVDによるメドヴェージェフの森の虐殺により、オリガ・カーメネワ（レフ・トロツキーの妹で、レフ・カーメネフの最初の妻）らと共に56歳で銃殺された。1990年と1992年に名誉回復がなされた。

## 関連書籍
- スタインベルグ『左翼エス・エル戦闘史―マリア・スピリドーノワ 1905-1935』鹿砦社、1970年